# Banu Mathar
De Banu Mathar is een Arabische stam uit Marokko.

## Beschrijving
De Banu Mathar stam is onderdeel van de grotere Maqil confederatie. De stam heeft zich gevestigd in het Oran in Algerije. In 1754 ontstond er een botsing tussen verschillende fracties van de stam, en de verliezende stam moest naar de Sultan van Marokko om verblijf aan te vragen. De Sultan heeft ze toen naar Ras-el Ein gebracht.